# جيمس هاريسون (عالم بيئة)
جيمس هاريسون (بالإنجليزية: James Harrison)‏ هو عالم بيئة بريطاني، ولد في 18 مايو 1974 في ليدز في المملكة المتحدة.